# Černotín
Černotín (en allemand : Tschernotin) est une commune du district de Přerov, dans la région d'Olomouc, en République tchèque. Sa population s'élevait à 774 habitants en 2020.

## Géographie
Černotín se trouve à 4 km au sud-est du centre de Hranice, à 25 km à l'est-nord-est de Přerov, à 39 km à l'est-sud-est d'Olomouc et à 248 km à l'est-sud-est de Prague.
La commune est limitée par Hranice à l'ouest et au nord, par Špičky à l'est, et par Skalička et Ústí au sud.

## Histoire
La première mention écrite de la localité date de 1406.

## Administration
La commune se compose de deux quartiers :
- Černotín
- Hluzov